# Paralacydes smithii
Paralacydes smithii là một loài bướm đêm thuộc phân họ Arctiinae, họ Erebidae.